# Troels Vinther
Troels Rønning Vinther (Silkeborg, 24 februari 1987) is een Deens voormalig wielrenner die tussen 2016 en 2019 uitkwam voor Riwal Cycling Team. Daarvoor reed hij enkele seizoenen bij de ploeg Cult Energy. Vinther koerste één seizoen op het hoogste niveau, in 2012 bij Saxo Bank-Tinkoff Bank.

## Belangrijkste overwinningen
2005
 Deens kampioen op de weg, Junioren
2009
4e etappe Ronde van de Toekomst
 Deens kampioen ploegentijdrit, Elite (met Jens-Erik Madsen, Rasmus Guldhammer, Thomas Guldhammer, Jonas Aaen Jørgensen en Daniel Kreutzfeldt)
2010
1e en 3e etappe Festningsrittet
2011
1e etappe Circuit des Ardennes
GP Herning
 Deens kampioen ploegentijdrit, Elite (met Christopher Juul-Jensen, Daniel Foder Holm, Jimmi Sørensen, Michael Valgren Andersen en Lasse Bøchman)
2014
2e etappe Circuit des Ardennes
2e etappe Ronde van Loir-et-Cher
2018
2e etappe en eindklassement Randers Bike Week

## Resultaten in voornaamste wedstrijden
| Jaar | Amstel Gold Race | Luik-Bast.‑Luik | Waalse Pijl |
| ---- | ---------------- | --------------- | ----------- |
| 2012 | 101e             | opgave          | opgave      |
| 2015 | opgave           |                 |             |

## Ploegen
- 2006 -  Glud & Marstrand Horsens
- 2007 -  Unibet.com
- 2008 -  Cycle Collstrop
- 2009 -  Capinordic
- 2010 -  Glud & Marstrand-LRØ Rådgivning
- 2011 -  Glud & Marstrand-LRØ Rådgivning
- 2012 -  Team Saxo Bank
- 2013 -  Cult Energy
- 2014 -  Cult Energy Vital Water
- 2015 -  Cult Energy Pro Cycling
- 2016 -  Riwal Platform Cycling Team
- 2017 -  Riwal Platform Cycling Team
- 2018 -  Riwal CeramicSpeed Cycling Team
- 2019 -  Riwal CeramicSpeed Cycling Team